# 白井建築設計事務所
白井建築設計事務所（しらいけんちくせっけいじむしょ）は、日本の建築設計事務所。

## メンバー
白井誠 - 日本大学工学部建築学科出身。1976年に（株）白井建築設計事務所を設立。2002年〜長岡市建築設計協同組合理事長。白井功 - 日本大学理工学部建築学科出身。

## おもな作品
- 上除団地 M-2号棟(2002年新潟県プロポーザルコンペ最優秀賞作品)
- 公営住宅（豊栄地区）早通南住宅（改修・2003年新潟県プロポーザルコンペ最優秀賞作品)
- 長岡市立阪之上小学校(2003年全国文教施設協会会長賞受賞)
- 老人福祉センター「お山の家」（改修・2004年新潟県プロポーザルコンペ最優秀賞）